# Едуардо Себранго
Едуардо Себранго (ісп. Eduardo Sebrango, нар. 13 квітня 1973, Санкті-Спіритус) — кубинський футболіст, що грав на позиції нападника за клуби «Санкті-Спіритус» та «Монреаль Імпакт», а також національну збірну Куби.

## Клубна кар'єра
У дорослому футболі дебютував 1992 року виступами за команду «Санкті-Спіритус», в якій провів шість сезонів, взявши участь у 123 матчах чемпіонату.  У складі «Санкті-Спіритуса» був одним з головних бомбардирів команди, маючи середню результативність на рівні 0,61 гола за гру першості.
1998 року емігрував до Канади, де невдовзі уклав контракт із командою «Ванкуер 86». Згодом продовжував виступати на рівні другої за силою північноамериканської ліги у складі «Рочестер Рінос» та «Герші Вайлдкетс».
Протягом 2002–2012 років продовжував виступи на тому ж рівні у складі канадських команд — «Монреаль Імпакт», «Ванкувер Вайткепс» і знову «Монреаль Імпакт».

## Виступи за збірну
1997 року дебютував в офіційних матчах у складі національної збірної Куби. У складі збірної був учасником розіграшу Золотого кубка КОНКАКАФ 1998 року у США.
Загалом протягом дворічної кар'єри в національній команді, до еміграції до Канади, провів у її формі 23 матчі, забивши 13 голів.

## Кар'єра тренера
2023 року увійшов до тренерського штабу клубу «Монреаль Імпакт».